# Дуброфф, Джессика
Дже́ссика Уи́тни Ду́брофф (англ. Jessica Whitney Dubroff; 5 мая 1988, Фалмут, Массачусетс, США — 11 апреля 1996, Шайенн, Вайоминг, США) — американская лётчица-стажёр, погибшая в возрасте семи лет при попытке стать самым молодым авиатором, облетевшим вокруг США. Вместе с ней на борту самолёта Cessna 177 находились её отец и инструктор, которые тоже погибли. К моменту вылета у Дуброфф не было лётной лицензии ФАА, так как она выдаётся минимум с 16 лет. Тем не менее, согласно исследованиям специалистов, крушение произошло из-за плохой погоды и перегруженности самолёта.

## Семья и раннее детство
Джессика Дуброфф родилась в 1988 году в Фалмуте, штат Массачусетс в семье Ллойда Дуброффа и Лизы Блэр Хэзевей. У Ллойда были двое взрослых детей от первого брака. В прошлом он был членом организации Future Farmers of America и пытался зачислиться в Военно-воздушные силы США, но его признали слишком высоким. Он работал финансовым консультантом. Хэзевей и Дуброфф состояли в незарегестрированном браке, и отношения между ними были нестабильными. Помимо Джессики, у них был сын Джошуа. В 1990 году пара рассталась и через год Дуброфф женился на Мелинде Энн Херст. На момент свадьбы ему было 52, невесте — 19. В 1991 году Мелинда родила от него дочь Кендалл. В декабре 1992 года Хэзевей, какое-то время жившая с бывшим сожителем и его новой семьёй, родила от Дуброффа третьего ребёнка, дочь Жасмин. Всех детей Хэзевей родила в домашних условиях.
В возрасте четырёх лет Джессика вместе с матерью, братом и сестрой переехала в область залива Сан-Франциско. Её любимой песней была «Little Boxes». Джессика не ходила в школу, так как её мать предпочитала учить детей на дому самостоятельно. Хэзевей водила детей на уроки верховой езды и игры на пианино, не разрешала им смотреть телевизор и читать детские книги. Родственники и знакомые семьи впоследствии утверждали, что Джессика росла в любви со стороны обоих родителей, хотя они и не жили вместе. Она быстро находила новых друзей, жертвовала карманные деньги на благотворительность и вместе с матерью и братом подрабатывала, развозя на велосипедах местную газету.
В 1995 году, незадолго до гибели в авиакатастрофе, Ллойд Дуброфф купил четыре полиса страхования жизни, каждый на 750 000 долларов. Два из них были на имя жены Мелинды и их дочери Кендалл, два на имя бывшей сожительницы Хэзевей и их детей, так что каждая женщина бы получила 1,5 млн долларов в случае его смерти. После гибели Дуброффа обе женщины подали друг на друга в суд с требованием получить всю сумму страховых выплат. В итоге 18 декабря 1997 года судья Верховного суда округа Сан-Матео Джудит Козлоски постановила выплатить обеим женщинам по 1,5 млн, как изначально и планировалась. Другие требования были отклонены.

## Подготовка к полёту
Впервые Джессика побывала на аэродроме в шесть лет. После этого у девочки появилась мечта самой пилотировать самолёт. Ллойд предложил дочери полёт вокруг США, на что она с готовностью согласилась. Для подготовки Джессика брала уроки управления летательным аппаратом у инструктора Джо Рейда. К нему обратилась мать Джессики и сказала, что её дети хотят научиться водить самолёт. По воспоминанием коллег, Рейд, глубоко религиозный ветеран Войны во Вьетнаме, быстро поладил с юной ученицей: «Они оба любили летать, любили жизнь и людей. Было удивительно видеть их вместе. Джо всегда был счастлив и улыбался». «Джессика с нетерпением ждала каждого урока, который у них был», — сказала его вдова.
Полёт был назван Дуброффами «От моря к сияющему морю» (англ. Sea to Shining Sea, цитата из песни «America the Beautiful»). Ллойд заказал кепки и футболки с логотипом полёта и именем дочери, чтобы потом раздавать их друзьям и родственникам как сувениры. Джессика получила около 35 часов подготовки к полёту. Тем не менее, у неё не было лётной лицензии ФАА, так как студенческая лицензия выдаётся с 16 лет, взрослая — с 17.
Джессика хотела совершить полёт до того, как ей исполнится 8 лет, чтобы побить неофициальный рекорд мальчика, облетевшего США в 8-летнем возрасте. Её достижение не было бы признано Книгой рекордов Гиннесса, так как пункт «самый молодой пилот» был убран её составителями в 1989 году из опасения, что юный авиатор может не справиться с управлением в попытке побить рекорд. В последний раз информация о самом юном пилоте была внесена в 1994 году, когда США облетела 9-летняя Рейчел Картер.

## Полёт
В вечер перед вылетом Джессика, её отец и инструктор приехали в Шайенн. Они дали несколько интервью СМИ, а затем отправились в отель на машине директора местной радиостанции, который предложил им отложить полёт из-за плохой погоды. Ллойд Дуброфф ответил отказом, заявив, что они собираются «победить» надвигающуюся бурю. Как сообщается, до трагедии медиа и зрители не высказывались против полёта.
Дуброфф решил нейтрализовать силу бури, сразу после вылета свернув на восток. Тем не менее, когда они взлетели, видимость стала ниже минимума — 3 миль согласно правилам визуальных полётов. Джо Рейд получил специальное разрешение, позволяющее ему выйти из зоны контроля в аэропорту, несмотря на ограниченную видимость.
Полёт проходил на самолёте «Cessna 177». Джессика сидела на переднем левом сиденье, инструктор Рейд — на правом, а Ллойд сзади. Сам Рейд не считал этот полёт чем-то необычным. Своей жене он сказал, что не считает этот перелёт особым событием в истории авиации и «это просто полёт по пересечённой местности с 7-летним ребёнком, сидящим рядом с тобой, и его родители платят за это».
В 8:24 утра 11 апреля самолёт, перегруженный на 96 фунтов (около 43 кг), поднялся в воздух. Шёл дождь, был сильный ветер. По сообщениям наблюдателей, подъём был необычайно медленным. После этого самолёт развернулся направо, но, пролетев несколько сотен футов, быстро упал на улицу жилого района 41°10′21″ с. ш. 104°49′37″ з. д.. Все трое, находившиеся на борту, погибли на месте.
Национальный совет по безопасности на транспорте опубликовал 11 марта 1997 года свой отчёт об авиакатастрофе. Совет оценивал действия Рейда как командира воздушного судна. Согласно официальным данным, полёт было недопустимо проводить при подобных погодных условиях, и это, вероятно, привело к пространственной дезориентации и потери управления Джессикой и инструктором. Также, по мнению экспертов, самолёт был чрезвычайно перегружен. Ещё одной из версий была потери ориентации Рейдом вследствие того, что ему приходилось крутить головой, чтобы смотреть сначала вправо в боковое окно, а затем влево на панель управления. Подобный феномен известен как «гигантская рука».

## Память и значение
Катастрофа вызвала общественный резонанс. Журналы People и Time опубликовали новость об этом на первых страницах. Многие обвиняли в случившемся родителей Джессики, в частности покойного Ллойда Дуброффа. Высказывалось, что он эксплуатировал дочь для рекламных целей. Также возлагали ответственность и на СМИ. Будущий полёт широко освещался в прессе и не подвергался особой критике. Национальный совет по безопасности на транспорте отметил, что повышенное внимание было способствующим фактором в трагедии.
После гибели Джессики Дуброфф было предложено принять закон, запрещающий несовершеннолетним предпринимать попытки пилотирования. Закон был принят Конгрессом США в сентябре 1996 года, и 9 октября его подписал президент Билл Клинтон. Согласно закону, человек, не имеющий сертификата пилота, то есть не достигший как минимум 16 лет, не имеет права управлять самолётом. В случае, если действующий пилот согласится быть инструктором при таком полёте, он может быть лишён лицензии.